# Müncherlbach
Müncherlbach is een plaats in de Duitse gemeente Heilsbronn, deelstaat Beieren, en telt 240 inwoners (2007).